# Boden (Ouli)
Pour les articles homonymes, voir Boden (homonymie).
Boden est un village du Cameroun situé dans le département de la Kadey et la région de l'Est. Il fait partie de la commune de Ouli.

## Population
En 1965, le village comptait 305 habitants, principalement des Baya.
Lors du recensement de 2005, on y dénombrait 176 personnes.